# Кораче (река)
Кора́че (итал. Corace, лат. Carcinus) — река на юге Италии, впадает в Ионическое море, протекает по территории провинций Козенца и Катандзаро в Калабрии.
Длина реки составляет 48 км. Площадь водосборного бассейна — 294,69 км².
Кораче начинается на высоте около 1300 м над уровнем моря между вершинами Брутто (высотой 1267 м) и Оспедале (высотой 1436 м) в горном массиве Ла-Сила Калабрийских Апеннин, на территории коммуны Бьянки. Основным направлением течения реки является юго-восток по перешейку Катандзаро. На границе коммун Катандзаро и Борджа впадает в залив Скуиллаче Ионического моря.